# Ben Crowley
Ben Crowley (* 10. März 1980 in Mancos, Colorado) ist ein US-amerikanischer Schauspieler.

## Leben
Crowley wurde als jüngstes von fünf Kindern in der US-amerikanischen Kleinstadt Mancos im Bundesstaat Colorado geboren. Da seine Familie mehrmals umzog, wuchs er später unter anderem in Missouri und Arizona auf. Als Jugendlicher übernahm er 1996 die Hauptrolle des ‘Lucky’ in dem High-School-Musical Dames at Sea. Als junger Erwachsener zog er 1999 nach Los Angeles und widmete sich der Schauspielerei.
Sein Debüt im Film hatte er 2000 mit der Rolle des Leo in der US-amerikanischen Serie Undressed – Wer mit wem?. 2001 übernahm er eine Gastrolle (als Dylan) in der US-amerikanischen Fernsehserie Maybe It’s Me. Sein Durchbruch im Fernsehen gelang ihm 2002 mit einer Hauptrolle in der Fernsehserie Glory Days. Er spielte darin den „charismatischen Teenager“ Zane Walker.
Crowley wirkte als Filmschauspieler in vielen weiteren US-amerikanischen Film- und Fernsehproduktionen mit. Episodenrollen (Haupt- und Nebenrollen) hatte er unter anderem in den US-Fernsehserien JAG – Im Auftrag der Ehre (2002), Polizeibericht Los Angeles (2003), CSI – Den Tätern auf der Spur (2007) und Numbers – Die Logik des Verbrechens (2008).
2004 besetzte ihn Regisseur Spike Lee für eine der Hauptrollen in seinem Fernsehfilm Sucker Free City. Crowley spielte darin Nick Wade, einen jungen Angestellten, der seinen Job für einen Kreditkartenbetrug ausnutzt und nebenbei mit Drogen handelt. 2006 hatte er unter der Regie von Spike Lee auch eine kleine Rolle in dessen Thriller Inside Man; er spielte den Assistenten der Anwältin Madeline White. Er erlangte unter anderem auch Bekanntheit durch die Rolle des Private Stump in dem Horrorfilm The Hills Have Eyes 2 (2007).
2011 hatte er eine Hauptrolle in dem Filmdrama The Bridge to Nowhere, in der er die Rolle des Brian spielte. Er verkörperte darin einen an der Armutsgrenze lebenden Arbeiter, der gemeinsam mit seinen Freunden eine Escort-Agentur gründet, bei der den Kunden neben sexuellen Dienstleistungen auch Drogen angeboten werden. Crowley spielte in dem Film den „Kopf der Bande“.
2012 war er an der Seite von Jon Voight in dem Thriller Beyond – Die rätselhafte Entführung der Amy Noble zu sehen. Er spielte die Rolle von Jim Noble, den männlichen Part eines zerstrittenen Elternpaares.
Crowley wirkte auch in mehreren Kurzfilmen mit.

## Filmografie
- 2000: Undressed – Wer mit wem? (Undressed, Fernsehserie)
- 2001: 10 Attitudes
- 2001: Dead Last (Fernsehserie)
- 2001: The Haunted Hear
- 2001: Maybe It’s Me (Fernsehserie)
- 2002: Glory Days (CSL – Crime Scene Lake Glory)
- 2002: JAG – Im Auftrag der Ehre (JAG, Fernsehserie)
- 2003: Polizeibericht Los Angeles (Dragnet, Fernsehserie)
- 2003: Dark as Day
- 2003: P.O.V.: The Camera’s Eye
- 2004: Sucker Free City (Fernsehfilm)
- 2004: The Noise
- 2004: Dante’s Cove (Fernsehserie)
- 2006: Inside Man
- 2007: Mama’s Boy
- 2007: CSI – Den Tätern auf der Spur (Fernsehserie)
- 2007: The Hills Have Eyes 2
- 2008: Numbers – Die Logik des Verbrechens (Numb3rs, Fernsehserie)
- 2009: The Bridge to Nowhere
- 2010: Yard Sale (Kurzfilm)
- 2010: Downstream
- 2011: Sugar Shop
- 2012: Beyond – Die rätselhafte Entführung der Amy Noble (Beyond)
- 2012: Taboo
- 2013: La La
- 2013: The Arranged Marriage of Moonbeam